# Schengen
För andra betydelser, se Schengen (olika betydelser).

Schengen är en ort, med cirka 500 invånare, i kommunen Schengen i sydöstra Luxemburg, mest känd för att ha givit namn åt Schengenavtalet. Orten ligger vid floden Mosel. Gränserna Luxemburg-Tyskland-Frankrike möts i floden vid Schengen.
Den 14 juni 1985 slöts här Schengenavtalet, vilket givit orten internationell berömdhet. 19 juni 1990 slöts Schengenkonventionen på samma plats, vilket satte Schengensamarbetet i praktisk funktion. Det finns ett monument och ett museum i orten kopplat till Schengenavtalet.
Schengen är också en kommun, med cirka 1 500 invånare, i distriktet Grevenmacher, kantonen Remich, i sydöstligaste Luxemburg. Kommunen bytte namn från Remerschen till Schengen 2006 för att det namnet blivit mer känt.